# 田中勝英
田中 勝英（たなか かつひで、1954年7月20日 - ）は、日本の経営者。太陽生命社長、会長を務めた。

## 経歴
東京都出身。1977年に慶應義塾大学経済学部を卒業し、同年に太陽生命に入社。2001年7月に取締役に就任し、2004年3月に常務、2008年6月に専務を経て、2009年6月に副社長に就任し、2011年4月には社長に昇格。2019年4月に会長に就任。